# サン・ロレンソ・ドス・オルガン (カーボベルデ)
サン・ロレンソ・ドス・オルガン（ポルトガル語: Concelho  de São Lourenço dos Órgãos）は、カーボベルデの基礎自治体のひとつ。

## 隣接行政区画
- サンタ・クルス
- サン・ドミンゴス
- リビエラ・グランデ・デ・サンティアゴ
- サン・サルバトル・ド・ムンド

## 教区
- São Lourenço dos Órgãos